# Freeheld - Amore, giustizia, uguaglianza
Freeheld - Amore, giustizia, uguaglianza (Freeheld) è un film del 2015 diretto da Peter Sollett.
La pellicola, con protagoniste Julianne Moore e Elliot Page, è l'adattamento cinematografico dell'omonimo cortometraggio documentario del 2007, diretto da Cynthia Wade, che ha vinto il Premio Oscar per il Miglior cortometraggio documentario nel 2008.
Il film narra la storia vera di Laurel Hester, poliziotta a cui viene diagnosticato un cancro incurabile ai polmoni e che porta avanti una battaglia legale per poter lasciare i propri benefit pensionistici alla compagna Stacie Andree.

## Trama
Laurel Hester è una poliziotta del New Jersey che nasconde da decenni la sua omosessualità per paura di perdere casi importanti nel suo lavoro. Quando incontra Stacie Andree, una giovane meccanica, tutto cambia. Le due si innamorano e convivono. La relazione con Stacie spinge la poliziotta a fare coming out con il suo collega Dane Wells. Un giorno mentre è ad una visita per farsi controllare la schiena Laurel scopre di avere un tumore maligno al quarto stadio, e da quel momento combatte per concedere la sua pensione e pari diritti a Stacie.

## Distribuzione
Il primo trailer del film viene diffuso il 23 luglio 2015. È stato presentato in anteprima mondiale il 13 settembre 2015 al Toronto International Film Festival.
La pellicola è stata distribuita, in numero di copie limitate nelle sale cinematografiche statunitensi, a partire dal 2 ottobre 2015, per poi essere distribuita in tutta la nazione dal 16 ottobre.

## Riconoscimenti
- 2015 - Festival internazionale del cinema di San Sebastián
  - Miglior film
- 2017 - Jupiter Award
  - Candidatura per la miglior attrice internazionale a Julianne Moore